# Helicops phantasma
Helicops phantasma — вид змій родини полозових (Colubridae). Ендемік Бразилії. Описаний у 2021році.

## Поширення і екологія
Helicops phantasma відомі з типової місцевості, розташованої в муніципалітеті Барра-ду-Гарсас на південному сході штату Мату-Гросу, в басейні річки Арагуая. Вони живуть у водно-болотних угіддях.